# 徐永久
徐永久（1964年10月29日—），辽宁金县人，中国女子竞走运动员，国际级运动健将。她于1983年获第3届世界杯竞走赛10千米竞走团体金牌和个人金牌，是中国第一个田径世界冠军。